# Gallaudet D-1

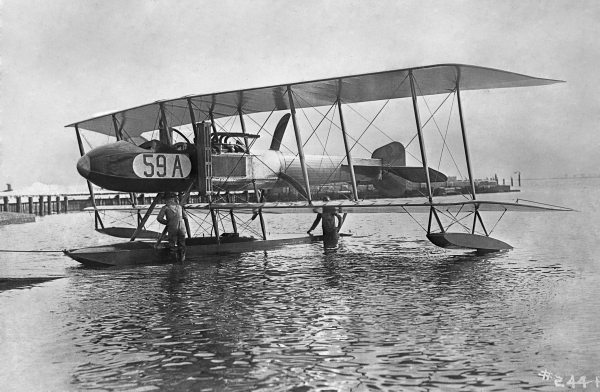
Gallaudet D-1, Pensacola, Florida 1917

Die zweisitzige Gallaudet D-1 und ihre Nachfolger D-2 und D-4 gehören zu den ungewöhnlichsten Flugzeugtypen in der Luftfahrtgeschichte. Der 4-Blatt-Druckpropeller saß mitten im Rumpf und bildete eine Art Bindeglied zum Heck des Flugzeuges.

## Das Gallaudet-Antriebsprinzip
Der Flugzeugrumpf war zweiteilig. Der vordere und der hintere Teil waren durch ein Zentralrohr verbunden. Um dieses drehte sich eine quer zur Flugrichtung hinter dem Cockpit angebrachte Propellernabe. Der äußere Ring der Nabe entsprach dem Außendurchmesser des Rumpfes, woraus sich eine bündige und aerodynamisch günstige Linienführung ergab. Jedes Propellerblatt war an der Nabe befestigt und wurde durch eine Öffnung im Außenring geführt. Das Flugzeug wurde von zwei nebeneinander angebrachten Vierzylinder-Reihenmotoren mit je einer Welle angetrieben. Motoren und Propeller waren durch eine Kupplung verbunden, sodass die Maschine wahlweise mit einem oder beiden Motoren geflogen werden konnte.
Edson Fessenden Gallaudet meldete sein Antriebssystem am 21. April 1916 zum Patent an, das am 16. April 1918 mit der Nummer 1,262,660 gewährt wurde.

## Geschichte
Edson Gallaudet lehrte zwischen 1897 und 1900 Physik an der Yale University und experimentierte seit 1898 mit Flugapparaten. Aus diesem Jahr stammt zum Beispiel der Doppeldeckergleiter Hydro-Bike mit Schwimm-Pontons. 1908 gründete er die Firma Gallaudet Engineering in Rhode Island. 1912 erschien sein erstes Flugzeug, die Gallaudet A-1 Bullet.
Im Jahre 1915 nahm Gallaudet an einer Ausschreibung der US Navy für ein leichtes, bordgestütztes Beobachtungsflugzeug teil. Obwohl sein Konzept D-1 die Ausschreibung aus Kostengründen nicht gewann, erhielt er doch einen Auftrag zum Bau einer Maschine. Der Preis wurde auf US$ 15.000,- festgelegt. Das Flugzeug bekam die US-Navy-Seriennummer „A59“. Es wurde in Gallaudets Werk in Norwich (Connecticut) gebaut.
Die D-1 war ein Doppeldecker-Wasserflugzeug mit einem Zentralschwimmer und zwei wassergekühlten 150 PS Duesenberg-Flugmotoren. Die Vierzylindermotoren mit der für Duesenberg typischen Walking-Beam-Ventilsteuerung mit überlangen Kipphebeln mussten allerdings erst entwickelt werden und verzögerten den Bau des Flugzeugs. Für Duesenberg waren sie die ersten Flugzeugmotoren, deren Konstruktion vom erfolgreichen Rennwagenmotor abgeleitet war. E.F. Gallaudet besuchte das Duesenberg-Werk in Chicago am 11. Februar 1916, um die Fertigung der Motoren zu überwachen. Ende Februar wurde der erste Motor ausgeliefert und Mitte März der zweite.
Der Erstflug erfolgte am 17. Juli 1916. Der Pilot war David McCullach. Die Maschine erwies sich anfangs als extrem schwer zu fliegen und wurde bei den Tests beschädigt. Gallaudet hatte Schwierigkeiten, einen guten Piloten für die Maschine zu finden. Erst der erfahrenere Pilot Filip A. Bjorklund konnte die Maschine richtig fliegen und gab eine Reihe von Hinweisen zur Verbesserung des Entwurfs.

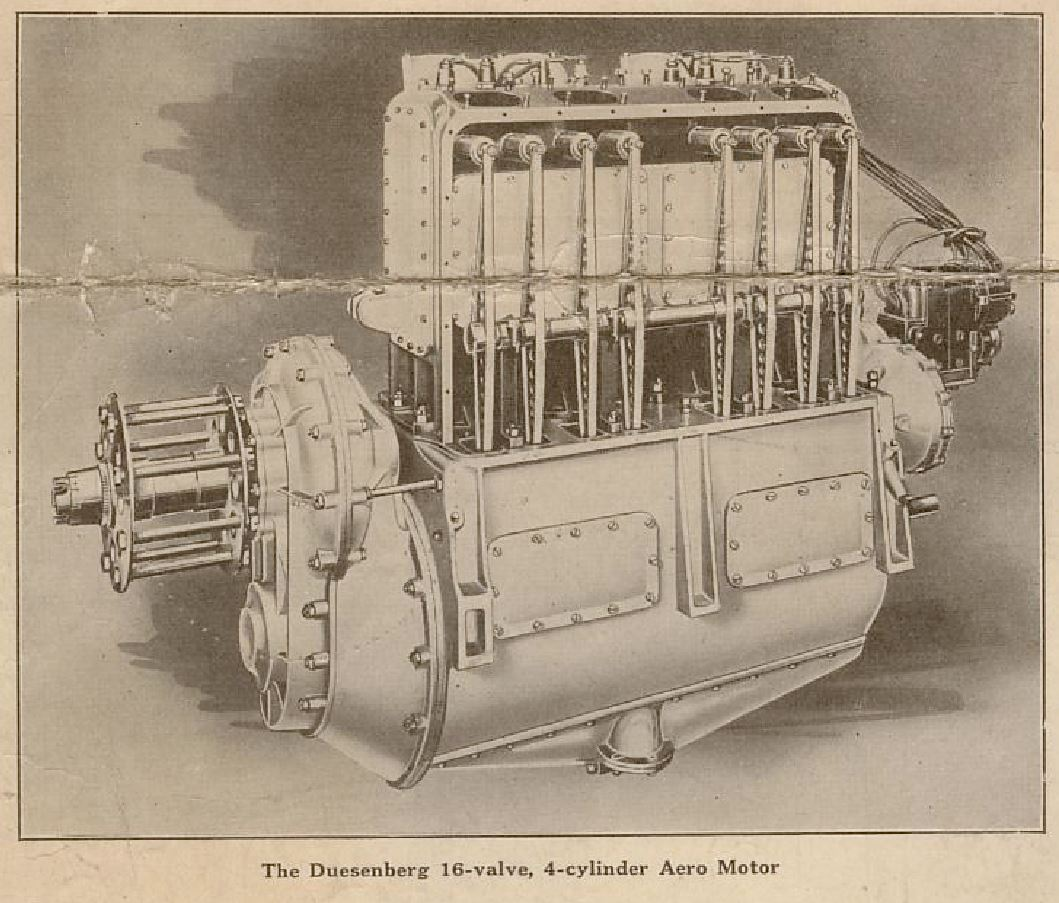
Linke Seite des Duesenberg Vierzylinder-Flugzeugmotors mit Walking-Beam-Ventilsteuerung. Abgebildet ist die Version mit 16 Ventilen (1917).

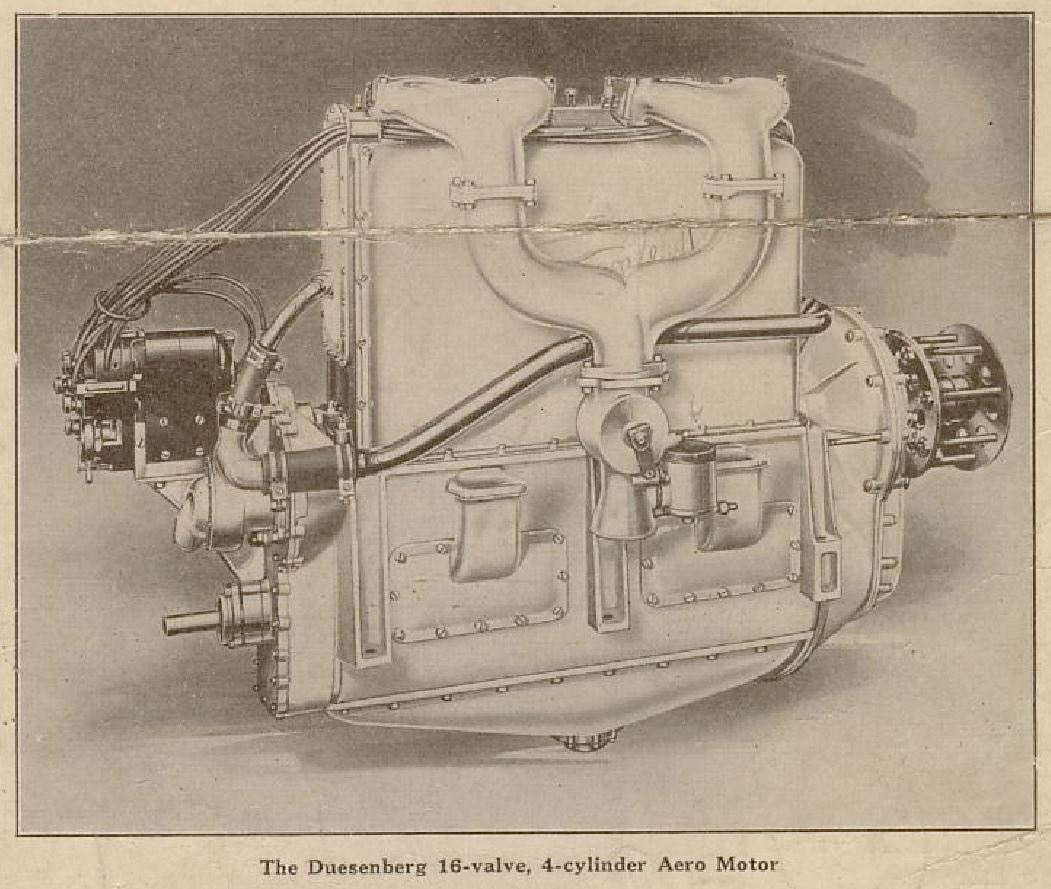
Rechte Seite des Duesenberg Vierzylinder-Flugzeugmotors mit Walking-Beam-Ventilsteuerung, wie er ähnlich ab Ende 1917 in der D-1 verwendet wurde.

Auch die Motoren verursachten zunächst Probleme. Ein Riss in einem Kolben führte im Oktober 1916 zu einer Überholung beider Triebwerke durch den Hersteller. Die Motoren neigten überdies zu Überhitzung und Fehlzündungen; auch letzteres wurde auf die unzureichende Wasserzufuhr zurückgeführt. Duesenberg nahm die Motoren darauf zurück und unterzog sie eingehenden Tests und weiterer Überarbeitung. Sie wurden Ende November 1916 erneut installiert, ohne dass die Fehlzündungen zunächst ganz vermieden werden konnten. Erst im Januar 1917 liefen sie zufriedenstellend.
Im Jahre 1917 nannte Gallaudet seine Firma in Gallaudet Aircraft Company um. In diesem Jahr fusionierte die Duesenberg Motor Company mit der Loew-Victor Engine Company zur Duesenberg Motors Corporation (DMC) und bezog Ende 1917 neue Anlagen in Elizabeth (New Jersey).
Mitte Januar 1917 wurde die Maschine an die Naval Air Station Pensacola geliefert. Die Tests wurden nicht mehr vom Piloten Bjorklund durchgeführt. Der Navy-Pilot Philip Rader hatte anfangs einige Schwierigkeiten mit diesem ungewöhnlichen Flugzeugtyp. In den Tests zeigte die Maschine eine hohe Geschwindigkeit und stabile Flugeigenschaften. Die US-Navy übernahm die Maschine am 24. Februar 1917 mit der Seriennummer „AH-61“.
Es blieb allerdings bei einer gebauten D-1, die bei Gallaudet in Rhode Island weiter überarbeitet wurde. Ende 1917 wurden zwei neue, leichtere Duesenberg-Motoren mit je 16 Ventilen eingebaut, obwohl die Maschine zuletzt auch mit den alten Motoren zufriedenstellend geflogen war. Sie kam nicht mehr bei der Navy zum Einsatz und wurde wahrscheinlich 1919 verschrottet, nachdem bereits Anfang 1918 einer ihrer Motoren ausgebaut und als Studienobjekt für Schulungszwecke verwendet worden war.

## Gallaudet D-2 und D-4

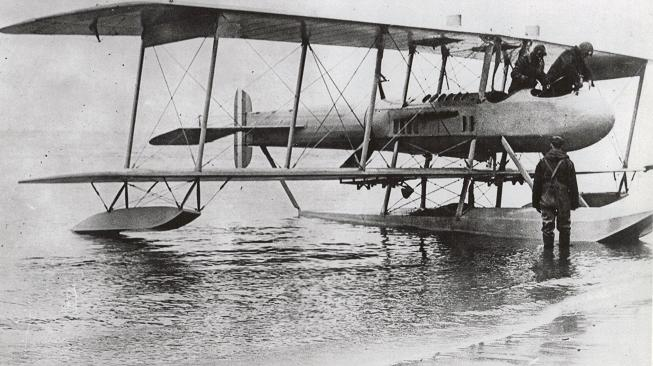
Gallaudet D-4 (1918)

Eine Version Gallaudet D-2 wird gelegentlich ebenfalls mit 150-bhp-Duesenberg-Motoren erwähnt, flog tatsächlich aber wohl mit zwei obengesteuerten Sechszylindertriebwerken Hall-Scott A-5a mit gleicher Leistung. Von dieser verbesserten Variante der D-1 wurden vier Exemplare gebaut, die vom United States Army Signal Corps mit den Nummern AS429 bis AS432 übernommen wurden.
Die Gallaudet D-4 war eine modifizierte D-1 mit nur einem Liberty-Motor mit 400 PS, die 1918 erstmals flog. Am 19. Juli 1918 verunglückte der Pilot Arthur F. Souther mit ihr tödlich. Die zweite D-4 flog ebenfalls ab 1918 und nahm sogar noch am Curtiss Marine Trophy Race im September 1922 teil.

## Technische Daten
| Kenngröße             | Gallaudet D-1                       | Gallaudet D-2                           | Gallaudet D-4                          |
| --------------------- | ----------------------------------- | --------------------------------------- | -------------------------------------- |
| Besatzung             | 2                                   | 2                                       | 2                                      |
| Länge                 | 10,06 m                             | 10,06 m                                 | 10,21 m                                |
| Spannweite            | 14,63 m                             | 14,63 m                                 | 14,16 m                                |
| Startmasse            | 2021 kg                             |                                         |                                        |
| max. Startmasse       | 2321 kg                             |                                         |                                        |
| Höchstgeschwindigkeit | 148 km/h                            |                                         | 191 km/h                               |
| Anz. Triebwerke       | 2                                   | 2                                       | 1                                      |
| Triebwerke            | Duesenberg 4-Zylinder wassergekühlt | Hall-Scott A5a 6-Zylinder wassergekühlt | Liberty L-12 12-Zylinder wassergekühlt |
| Leistung              | 2 × 150 PS                          | 2 × 150 PS                              | 360–400 PS                             |